# Jan Kirchhoff
Jan Tilman Kirchhoff (Frankfurt, 1990. október 1. –) német labdarúgó.

## Pályafutása

### 1. FSV Mainz 05
Kirchhoff 2008 november 2-án debütált a Mainz csapatában. Először a Mainz II-ben lépett pályára. Utána pedig felkerült a legjobb csapatba.

### FC Bayern München
2013. január 4-én Kirchhoff szerződést kötött a csapattal, és összesen 7 alkalommal lépett pályára.

### Schalke 04
A Bayern München kölcsönbe adta 2014 December 27-én Kirchhoffot a csapathoz, a szerződés 2015 június 30-ig tart.

## Statisztika
| Klub              | Szezon           | Bajnokság           | Bajnokság | Bajnokság | Kupa  | Kupa  | Ligakupa | Ligakupa | Nemzetközi | Nemzetközi | Összes | Összes | Ref.  |
| Klub              | Szezon           | Liga                | Mérk.     | Gólok     | Mérk. | Gólok | Mérk.    | Gólok    | Mérk.      | Gólok      | Mérk.  | Gólok  | Ref.  |
| ----------------- | ---------------- | ------------------- | --------- | --------- | ----- | ----- | -------- | -------- | ---------- | ---------- | ------ | ------ | ----- |
| Mainz 05 II       | 2007–08          | Oberliga Südwest    | 1         | 0         | —     | —     | —        | —        | —          | —          | 1      | 0      | [ 2 ] |
| Mainz 05 II       | 2008–09          | Regionalliga West   | 6         | 1         | —     | —     | —        | —        | —          | —          | 6      | 1      | [ 2 ] |
| Mainz 05 II       | 2010–11          | Regionalliga West   | 12        | 1         | —     | —     | —        | —        | —          | —          | 12     | 1      | [ 2 ] |
| Mainz 05 II       | Összesen         | Összesen            | 19        | 2         | —     | —     | —        | —        | —          | —          | 19     | 2      | —     |
| Mainz 05          | 2008–09          | 2. Bundesliga       | 1         | 0         | 0     | 0     | —        | —        | —          | —          | 1      | 0      | [ 2 ] |
| Mainz 05          | 2010–11          | Bundesliga          | 10        | 0         | 0     | 0     | —        | —        | —          | —          | 10     | 0      | [ 2 ] |
| Mainz 05          | 2011–12          | Bundesliga          | 29        | 0         | 3     | 0     | —        | —        | —          | —          | 32     | 0      | [ 3 ] |
| Mainz 05          | 2012–13          | Bundesliga          | 18        | 0         | 3     | 0     | —        | —        | —          | —          | 21     | 0      | [ 4 ] |
| Mainz 05          | Összesen         | Összesen            | 58        | 0         | 6     | 0     | —        | —        | —          | —          | 64     | 0      | —     |
| Bayern München    | 2013–14          | Bundesliga          | 7         | 0         | 2     | 0     | —        | —        | 2          | 0          | 11     | 0      | [ 2 ] |
| Bayern München    | 2015–16          | Bundesliga          | 0         | 0         | 1     | 0     | —        | —        | 0          | 0          | 1      | 0      | [ 2 ] |
| Bayern München    | Összesen         | Összesen            | 7         | 0         | 3     | 0     | —        | —        | 2          | 0          | 12     | 0      | —     |
| Bayern München II | 2015–16          | Regionalliga Bayern | 1         | 0         | —     | —     | —        | —        | —          | —          | 1      | 0      | [ 2 ] |
| Schalke (kölcsön) | 2013–14          | Bundesliga          | 2         | 0         | 0     | 0     | —        | —        | 0          | 0          | 2      | 0      | [ 2 ] |
| Schalke (kölcsön) | 2014–15          | Bundesliga          | 14        | 0         | 0     | 0     | —        | —        | 4          | 0          | 18     | 0      | [ 5 ] |
| Schalke (kölcsön) | Összesen         | Összesen            | 16        | 0         | 0     | 0     | —        | —        | 4          | 0          | 20     | 0      | —     |
| Sunderland        | 2015–16          | Premier League      | 15        | 0         | 0     | 0     | 0        | 0        | —          | —          | 15     | 0      |       |
| Sunderland        | 2016–17          | Premier League      | 7         | 0         | 0     | 0     | 1        | 0        | —          | —          | 8      | 0      | [ 6 ] |
| Sunderland        | Összesen         | Összesen            | 22        | 0         | 0     | 0     | 1        | 0        | —          | —          | 23     | 0      | —     |
| Bolton Wanderers  | 2017–18          | Championship        | 4         | 0         | 0     | 0     | —        | —        | —          | —          | 4      | 0      | [ 2 ] |
| 1. FC Magdeburg   | 2018–19          | 2. Bundesliga       | 10        | 0         | 0     | 0     | —        | —        | —          | —          | 10     | 0      | [ 2 ] |
| KFC Uerdingen 05  | 2019–20          | 3. Liga             | 21        | 2         | 0     | 0     | 0        | 0        | —          | —          | 21     | 2      |       |
| KFC Uerdingen 05  | 2020–21          | 3. Liga             | 1         | 0         | 0     | 0     | 1        | 0        | —          | —          | 1      | 0      | [ 6 ] |
| KFC Uerdingen 05  | Összesen         | Összesen            | 22        | 2         | 0     | 0     | 0        | 0        | —          | —          | 22     | 2      | —     |
| Karrier összesen  | Karrier összesen | Karrier összesen    | 159       | 4         | 9     | 0     | 1        | 0        | 6          | 0          | 175    | 4      | —     |

Jegyzetek
1. 1 2  Mérkőzése(i) a Bajnokok Ligájában

## Sikerei, díjai
1. FSV Mainz 05
- 2. Bundesliga ezüstérmes: 2008–09

 Bayern München
- Német bajnok: 2013–14
- FIFA-klubvilágbajnokság: 2013